# Сарата-Монтеору (Бузау)
Сарата-Монтеору (рум. Sărata-Monteoru) насеље је у Румунији у округу Бузау у општини Мереј. Oпштина се налази на надморској висини од 173 m.

## Становништво
Према подацима из 2002. године у насељу је живело 863 становника, од којих су сви румунске националности.